# Hermann Plahn
Hermann Plahn (* 2. März 1865 in Schweidnitz; † nach 1906) war ein deutscher Schriftsteller. Er verwendete die Pseudonyme Pan-Appan, H. Plahn-App und Appiani.

## Leben
Hermann Plahn zog in seinem ersten Lebensjahr mit den Eltern nach Berlin. Seine Mutter starb 1871. Sein Vater, ein Buchhändler, kam 1874 während einer Italienreise ums Leben. Von da an wohnte Hermann Plahn bei seinen Großeltern in Potsdam, wo er das Gymnasium besuchte. 1883 musste er die Schule abbrechen, weil auch seine Großeltern starben. Er arbeitete im Buchhandel und als Redakteur, bevor er dank einer Erbschaft 1887 weiterstudieren konnte. 1888 ging er nach Erlangung des Reifezeugnisses nach Leipzig um Literatur zu studieren, 1889 nach Berlin, wo er Naturwissenschaften studierte. Von 1892 bis 1903 arbeitete er als Betriebschemiker in verschiedenen Fabriken in Deutschland und Rumänien. 1906 war er als Chemiker in Aschersleben tätig. Der weitere Verlauf von Hermann Plahns Leben und sein Todesdatum sind nicht bekannt.

## Werk
Neben Chemie-Fachliteratur und zwei Theaterstücken veröffentlichte Hermann Plahn eine Sammlung von phantastischen Kurzgeschichten. Diese trägt den Titel Seltsame Geschichten: Grotesken u. Phantasmagorien aus dem Reiche der überirdischen Welt.
In der Sammlung enthalten ist die Geschichte Ein Wahrtraum. Darin träumt ein Arzt, er fahre mit dem Fahrrad zu einem Patienten. Auf dem Weg hat er eine Panne. Ein Fußgänger hilft ihm bei der Reparatur, fährt jedoch anschließend mit dem Fahrrad weg. Der Amtsrichter, der zufällig mit dem Auto vorbeifährt, hilft dem Arzt bei der Verfolgung und Überwältigung des Diebes. Am Tag nach dem Traum muss der Arzt tatsächlich einen entfernt wohnenden Patienten besuchen. Auf dem Weg hat er eine Fahrradpanne. Wieder hilft der Fußgänger. Diesmal hindert ihn aber der Arzt mit Gewalt am Wegfahren. Dies sieht der vorbeikommende Amtsrichter, und der Arzt wird wegen der Tätlichkeit verurteilt.
Eine andere Geschichte aus der Sammlung, Vision, wurde ins Englische übersetzt und erschien 1935 unter dem Titel On a Train with a Madman in der Juli-Ausgabe der amerikanischen Zeitschrift Weird Tales.

## Publikationen

### Bücher
- Leben unsere Toten?!: Ein Wort d. Abwehr. Ferling, Leipzig 1919
- Seltsame Geschichten: Grotesken u. Phantasmagorien aus dem Reiche der überirdischen Welt. Thüringer Verlags-Anstalt H. Bartholomäus, Erfurt 1927

### Theaterstücke
- Carthalo: Historisches Drama. Appelhans & Pfenningstorff, 1892
- Die Wette: Lustspiel. 1892